# マーレイ・ハミルトン
マーレイ・ハミルトン（Murray Hamilton,  1923年3月24日 - 1986年9月1日）は、アメリカ合衆国の俳優である。

## 来歴
1923年、ノースカロライナ州に生まれる。地元ノースカロライナの大学では当初はグラフィック・デザインを専攻していたが、次第に演劇への興味を抱くようになり、10代後半に単身ロサンゼルスへ渡った。はじめはワーナー・ブラザース・スタジオでのメッセンジャーのアルバイトとして採用され、1944年あたりからエキストラとしていくつかの映画へ出演しているが、1945年に再びニューヨークへ戻り、ブロードウェイデビューを果たした。次第に人気が出始めて、ヘンリー・フォンダと共演した舞台『Mister Roberts』でブレイク。同舞台はロングラン公演されている。
1950年代はじめから本格的にテレビや映画での役者活動をスタートさせ、ジェームズ・ステュアート主演の『或る殺人』、ポール・ニューマン主演の『ハスラー』、ダスティン・ホフマン主演の『卒業』などの話題作へ立て続けに出演した。特にスティーヴン・スピルバーグ監督の代表作の一つの『ジョーズ』への出演でも知られており、町の利益を優先してサメの駆除に消極的な市長を演じて印象を残している。その後、死去する1980年代中盤までキャリアを順調に重ね数々の作品に貢献をしてきている。

### 死去
1986年、ノースカロライナ州の自宅で癌のため死去した。63歳だった。

## 出演作品

### 映画
- Song of the Open Road (1944) ※ノークレジット
- Reckless Age (1944) ※ノークレジット
- Something for the Boys (1944) ※ノークレジット
- Bright Victory (1951)
- The Whistle at Eaton Falls (1951)
- ロケット・パイロット Toward the Unknown (1956)
- The Girl He Left Behind (1956)
- 翼よ! あれが巴里の灯だ The Spirit of St. Louis (1957)
- 女ひとり Jeanne Eagels (1957)
- 特攻決死隊 Darby's Rangers (1958)
- 軍曹さんは暇がない No Time for Sergeants (1958)
- 月夜の出来事 Houseboat (1958)
- 或る殺人 Anatomy of a Murder (1959)
- 連邦警察 The FBI Story (1959)
- のっぽ物語 Tall Story (1960)
- ハスラー The Hustler (1961)
- ミネソタの娘 The Farmer's Daughter (1962) ※テレビ映画
- パパは王様 Papa's Delicate Condition (1963)
- 13 Frightened Girls! (1963)
- 枢機卿 The Cardinal (1963)
- 風の遺産 Inherit the Wind (1965)
- 殺しの逢びき An American Dream (1966)
- セコンド/ アーサー・ハミルトンからトニー・ウィルソンへの転身 Seconds (1966)
- A Bell for Adano (1967)
- 卒業 The Graduate (1967)
- 裏切り鬼軍曹 Sergeant Ryker (1968)
- 殺しの接吻 No Way to Treat a Lady (1968)
- 絞殺魔 The Boston Strangler (1968)
- 暗殺 The Brotherhood (1968)
- 火曜日ならベルギーよ If It's Tuesday, This Must Be Belgium (1969)
- 大統領のスキャンダル Vanished (1971) ※テレビ映画
- 探偵キャノン Cannon (1971) ※テレビ映画
- A Tattered Web (1971) ※テレビ映画
- The Police (1971) ※テレビ映画
- ハーネス・緑の大地 The Harness (1971) ※テレビ映画
- The Failing of Raymond (1971) ※テレビ映画
- 暗殺者の賭け Deadly Harvest (1972)
- 検事 Incident on a Dark Street (1973) ※テレビ映画
- Murdock's Gang (1973) ※テレビ映画
- 追憶 The Way We Were (1973)
- After the Fall (1974)
- ジョーズ Jaws (1975)
- 新・動く標的 The Drowning Pool (1975)
- ワールドシリーズ殺人事件 Murder at the World Series (1977) ※テレビ映画
- 世界が燃えつきる日 Damnation Alley (1977)
- パニック航海'83/豪華客船を襲う連続怪死事件!! Killer on Board (1977) ※テレビ映画
- すばらしき仲間たち Casey's Shadow (1978)
- ジョーズ2 Jaws 2 (1978)
- Donovan's Kid (1979) ※テレビ映画
- 悪魔の棲む家 The Amityville Horror (1979)
- 1941 1941 (1979)
- 白銀に賭ける恋 Swan Song (1980) ※テレビ映画
- ブルベイカー Brubaker (1980)
- ロングウェイ・ホーム All the Way Home (1980) ※テレビ映画
- トム・ハンクスの大迷宮 Mazes and Monsters (1982) ※テレビ映画
- 新・ハロウィン Hysterical (1983)
- Boys in Blue (1984)
- 仮面のレジデンス Too Scared to Scream (1985)
- パットン将軍 最後の日々 The Last Days of Patton (1986) ※テレビ映画
- 大惨事世界大戦 Whoops Apocalypse (1988)

### テレビドラマ
- Mister Peepers (1952)
- Suspense (1953)
- The Gulf Playhouse (1953)
- Armstrong Circle Theatre (1953, 1963)
- The Revlon Mirror Theater (1953)
- You Are There (1953)
- The Man Behind the Badge (1954)
- Inner Sanctum (1954)
- Lux Video Theatre (1954)
- スタジオ・ワン Studio One (1955)
- プレイハウス90 Playhouse 90 (1956)
- ミリオネア The Millionaire (1957)
- ロレッタへの手紙 Letter to Loretta (1957)
- ガンスモーク Gunsmoke (1957, 1958)
- 西部のパラディン Have Gun - Will Travel (1958)
- ペリー・メイスン Perry Mason (1958)
- マッコイじいさん The Real McCoys (1958)
- ミステリー・ゾーン Twilight Zone (1959) 第２話：死神につかれた男
- The Detectives (1959)
- Love and Marriage (1959 - 1960)
- 宇宙探検 Men Into Space (1960)
- Goodyear Theatre (1960)
- ヒッチコック劇場 Alfred Hitchcock Presents (1960)
- 目撃者 The Witness (1960)
- 裸の町 Naked City (1960, 1961)
- ルート66 Route 66 (1960, 1961)
- アンタッチャブル The Untouchables (1960, 1961, 1962)
- コラプターズ Target: The Corruptors (1962)
- The Defenders (1962 - 1965)
- ドクター・キルデア Dr. Kildare (1962, 1966)
- The Nurses (1963)
- Kraft Suspense Theatre (1963)
- スラッタリー物語 Slattery's People (1965)
- 逃亡者 The Fugitive (1965, 1966)
- オブライエンの裁判 The Trials of O'Brien (1965 - 1966)
- Seaway (1966)
- The Man Who Never Was (1966)
- FBIアメリカ連邦警察 The F.B.I. (1966, 1968, 1969, 1970)
- インベーダー The Invaders (1967)
- 弁護士ジャッド Judd for the Defense (1967)
- N.Y.P.D. (1968)
- メディカル・センター Medical Center (1970, 1974)
- Storefront Lawyers (1970)
- ボールドワンズ The Bold Ones: The Senator (1971)
- 四次元への招待 Night Gallery (1971)
- 復讐の鬼探偵ロングストリート Longstreet (1971)
- 刑事マディガン Madigan (1972)
- 警部マクロード McCloud (1972, 1976)
- スパイ大作戦 Mission: Impossible (1972)
- 恋愛専科 Love, American Style (1973)
- 若妻の陰謀 Hawkins (1973)
- 探偵キャノン Cannon (1973, 1975)
- Needles and Pins (1973)
- 警察物語 Police Story (1973, 1975)
- 名探偵ジョーンズ Barnaby Jones (1973)
- サンフランシスコ捜査線 The Streets of San Francisco (1974)
- カリブ Caribe (1975)
- エラリー・クイーン Ellery Queen (1975)
- 署長マクミラン McMillan & Wife (1975)
- Rich Man, Poor Man (1976)
- アリス Alice (1976)
- Most Wanted (1977)
- 刑事コジャック Kojak (1977)
- ディズニー・ランド Disneyland (1979)
- 爆走する7人の白雪姫!!BJ&トラックギャル B.J. and the Bear (1981)
- Bret Maverick (1982)
- Matt Houston (1982)
- Mama's Family (1984)
- トップモデル諜報員 カバー・アップ Cover Up (1984)
- ジェシカおばさんの事件簿 Murder, She Wrote (1984)
- ブラックのマジック Blacke's Magic (1986)
- ゴールデン・ガールズ The Golden Girls (1986)

## 参照
1. 1 2 3 4  “Murray Hamilton Biography”. 2014年7月13日閲覧。